# تراژدی رومئو و ژولیت (فیلم)
«تراژدی رومئو و ژولیت» (انگلیسی: The Tragedy of Romeo and Juliet) محصول ۱۹۸۲ میلادی، یک فیلم اقتباسی از نمایش‌نامه رومئو و ژولیت نوشته ویلیام شکسپیر با هنرمندی الکس هاید-وایت در نقش رومئو و بلانش بیکر در نقش ژولیت است.

## داستان
دشمنی خانواده‌های رومئو و ژولیت باعث می‌شود که این دو مسیر زندگی خویش را برای همیشه تغییر بدهند که در نهایت این داستان با خودکشی این دو عاشق پایان می‌رسد.